# Finitude
Na metafísica, finitude é uma característica dos entes que modificam-se ou têm limites.

## Alteração como característica dos seres finitos
Isto é, o ser absolutamente infinito.

## Limitação como característica dos seres finitos
Na metafísica de Spinoza há a Substância, isto é, o ser absolutamente infinito que tem infinitos atributos. Cada atributo é infinito no seu gênero, isto é, não é limitado pela Substância nem por outros atributos, pois não tem nada em comum com os mesmos. Cada atributo tem infinitos modos. Os modos são finitos ou limitados, pois estão em comunidade com outras coisas do mesmo gênero que eles mesmos. A limitação dos modos é carência de infinitude, ou simplesmente finitude.
Assim, para Spinoza a finitude é uma característica das coisas singulares que pertencem a certo atributo da Substância. E finitude significa ser limitado por outras coisas singulares do mesmo atributo.
A palavra finitude quer dizer "finitos". Todos os seres vivos são seres finitos isto quer dizer que todos morremos, que temos um final.